# Молоденский, Михаил Сергеевич
Михаил Сергеевич Молоде́нский (3 [16] июня 1909, Тула, Российская империя — 12 ноября 1991, Москва, СССР) — советский геофизик, гравиметрист и геодезист.

## Биография
Родился 3 (16 июня) 1909 года в Туле (по другим данным — в Епифани), окончил в 1932 году МГУ, после чего работал в ЦНИИГАиК. С 1946 года — в Геофизическом институте АН СССР, с 1956 года — в ИФЗАН.
Сын — геофизик Молоденский, Сергей Михайлович.
Скончался 12 ноября 1991 года. Похоронен в городе Балашихе Московской области на Николо-Архангельском кладбище (участок 9Б).

## Научная деятельность
Разработал теорию использования измерений гравитационного поля Земли для целей геодезии. Предложил метод астрономо-гравиметрического нивелирования, новый метод определения фигуры Земли. Сконструировал первый в СССР пружинный гравиметр в 1939 году. Молоденскому принадлежат также труды по исследованию упругих свойств Земли и земного ядра.
Разработал теорию фигуры Земли и её гравитационного поля, изменившую классические представления о методах решения основной задачи высшей геодезии. Предложил метод изучения фигуры физической поверхности Земли, свободный от каких-либо предположений о распределении масс в земной коре и поэтому имеющий существенное практическое значение. В 1961 году разработал более полную объединённую теорию нутации и приливных деформаций Земли, с помощью которой были рассчитаны значения периода свободной близсуточной нутации для двух моделей ядра Земли. В 1963 году Н. А. Попов из анализа наблюдений ярких зенитных звёзд в Полтаве обнаружил свободную близсуточную нутацию оси вращения Земли, теоретически предсказанную Молоденским.

### Научные труды
- Молоденский М. С. Основные вопросы геодезической гравиметрии, «Труды Центрального н.-и. ин-та геодезии, аэросъемки и картографии», 1945, вып. 42;
- Молоденский М. С., Федынский В. В. Тридцать лет советской гравиметрии (1917—1947 гг.) // Изв. АН СССР. Геогр. геофиз. 1947. Т. 11. № 4. С. 395—408.
- Молоденский М. С. Метод совместной обработки гравиметрических и геодезических материалов для изучения гравитационного поля Земли и её фигуры, там же, 1951. вып. 86;
- Молоденский М. С. Упругие приливы, свободная нутация и некоторые вопросы строения Земли, «Труды геофизического ин-та Акад. наук СССР», 1953, № 19 (146).

## Награды и премии
- Сталинская премия второй степени (1946) — за научный труд «Основные вопросы геодезической гравиметрии» (1945)
- Сталинская премия третьей степени (1951) — за коллективную разработку и внедрение пружинных гравиметров для геофизической разведки
- Ленинская премия (1963) — за создание методов определения гравитационного поля, фигуры Земли и теории земных приливов